# Museo de la Castre
Il Museo de la Castre di Cannes è situato in Place de la Castre, sulla cima della collina del Suquet, all'interno delle vestigia del castello medioevale dei monaci dell'Abbazia di Lerino. Classificato "Museo di Francia", contiene delle collezioni appartenenti alla città di Cannes: arti primitive dell'Himalaya-Tibet, dell'Artide, dell'America pre-colombiana, dell'Oceania; antichità mediterranee; strumenti musicali di tutto il mondo: dell'Asia, dell'Africa, dell'Oceania, dell'America, e, per le belle arti, un notevole patrimonio di pitture paesaggistiche del XIX secolo dei pittori "minori" di Provenza, oltre ad alcune tele seicentesche e del 1700.

## Gli edifici
Costruito sulla cima della collina del Suquet, che domina la baia di Cannes, il complesso di edifici del Museo costituisce una delle rare testimonianze del Medio Evo a Cannes. Fu eretto a partire dall'XI secolo per iniziativa dei monaci di Lerino, che dal V secolo si erano insediati sull'isola di S. Honorat nella loro celebre abbazia. Nato come monastero, il castello si sviluppa su una pianta quadrangolare, come quella di una fortezza a torrione e, nella sua cinta difensiva, accoglie un corpo di alloggiamenti e una cappella. Nel mezzo del cortile centrale si eleva una torre di guardia quadrata, sufficientemente alta da fungere come vedetta. Destinato ai principi della Chiesa, che erano gli abati di Lerino, signori di gran parte della regione, il castello di Cannes esibiva la sua possanza architettonica imponendosi nel paesaggio litoraneo.
Danneggiato già dalla fine del XVI secolo, il castello fu parzialmente demolito nel 1700, per ordine del vescovo di Grasse. Durante la Rivoluzione fu venduto come "bene nazionale" alla famiglia Hibert, e venne utilizzato come abitazione sino al 1878, anno in cui venne dato in locazione alla manifattura di ceramiche « La faïencerie d’art du Mont-Chevalier ». Finalmente, nel 1919, il Comune di Cannes acquistò tutto l'insieme dei vari corpi di fabbrica con lo scopo di sistemarci il museo cittadino ed istituì ufficialmente il museo. La torre e la cappella di S. Anna formano oggi, assieme alla chiesa di Notre Dame de l'Espérance, un complesso monumentale classificato "Monumento storico di Francia", per decreto del 28 luglio 1937.

### Il giardino e il panorama
Arrivando sulla cima della collina il visitatore attraversa un ampio giardino ricco di specie arbustive ed erbacee unicamente mediterranee, coronato da grandi pini domestici (Pinus pinea), che lo accoglie. È il preludio all'ingresso nel museo. Al termine della visita, uscendo dalle sale di esposizione, i visitatori giungono nel cortile interno, al centro del quale s'innalza la torre di guardia (vedetta) dell'antico castello di Cannes, che dall'alto dei suoi 109 gradini offre loro una splendida vista panoramica a 360 gradi, dal mare alle colline retrostanti.

## Le collezioni
L’origine del primo museo di Cannes, allora situato nel palazzo del municipio, risale al 1877 e fu l’importante donazione fatta alla città in quell'anno dal barone Tinco Martinus Lycklama a Nijeholt (1837-1900). Nobile olandese, viaggiatore colto, si era affezionato a quella che era ancora una piccola cittadina balneare. Il barone Lycklama offrì due doni distinti:
- la sua collezione personale: antichità del bacino del Mediterraneo e oggetti d'interesse etnologico portati dal Medio Oriente e dall'Asia centrale;
- la collezione di Edmond Ginoux de la Coche, noto viaggiatore, costituita prima del 1850 e acquistata nel 1874 da Lycklama: esemplari di arte primitiva e di arte precolombiana, nonché reperti d'importanza etnologica dell'Oceania.

A questo primo nucleo si aggiunsero ben presto diverse altre donazioni concernenti la pittura. Particolarmente notevole fu quella di Alfonso di Rothschild. Da oltre un secolo queste collezioni di quadri sono state arricchite con regolarità da acquisizioni e depositi importanti, fra i quali quello del Museo del Louvre. Per molto tempo dislocato nel vecchio Municipio di Cannes, il museo fu allora progressivamente trasferito nel castello de La Castre, a partire dal 1920.  Il criterio espositivo attuale distingue e suddivide il patrimonio artistico e culturale in quattro gruppi di opere:
- La pittura del paesaggio, dal 1830 sino al post-impressionismo, attraverso le opere dei pittori della Provenza;
- Le arti primitive e le testimonianze etnologiche provenienti dall’Himalaya, dall’Artide, dall’America precolombiana e dall’Oceania;
- Le antichità mediterranee relative all'antico Egitto, al Vicino Oriente, a Cipro, alla Grecia antica e all'antica civiltà di Roma;
- Una collezione di strumenti musicali provenienti da tutto il mondo.

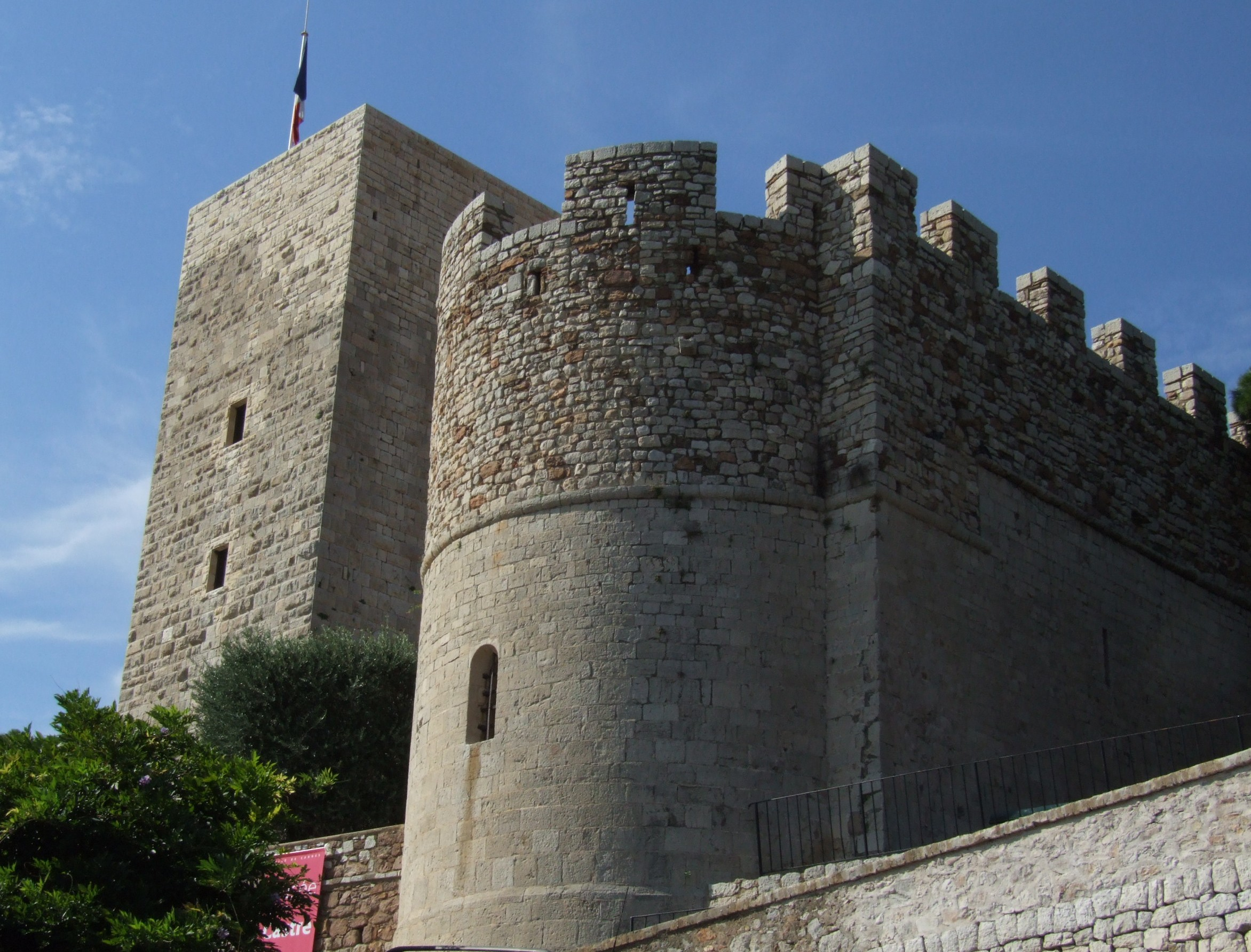
La torre e la cappella di S.Anna
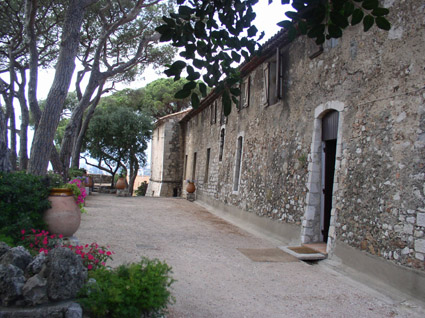
Il giardino e la pineta all'ingresso del museo

## La pittura del paesaggio, dal 1830 al post-impressionismo
Il paesaggio nel 1800 - I temi pittorici
La rappresentazione della natura, definita e realizzata compiutamente dalla pittura paesaggistica, nel passato è stata espressa in modi assai diversi a seconda delle epoche e delle civiltà: annotazioni di elementi del paesaggio negli affreschi dell'antica Roma, paesaggi simbolici nelle miniature medioevali, paesaggi urbani e periurbani nel Rinascimento, decorazioni di sfondo delle scene storiche o religiose nei periodi classici della pittura. Nel XVII secolo compare una grande diversità di soggetti: pianure e foreste, territori collinari, mari e fiumi, ma tutti sono relegati in ruoli secondari, di completamento. É solo alla fine del XVIII secolo che l'arte del paesaggio diviene un genere a parte, specifico, ispirato dalle scuole olandesi e fiamminghe.
Una fase decisiva iniziò in Francia nel 1817 grazie alla creazione di un prix de Rome del "paesaggio storico", che riconobbe almeno il genere di pittura. A quell'epoca il testo di riferimento per gli artisti paesaggisti era Les Éléments de perspective pratique à l’usage des artistes, che raccomandava il lavoro en plein air e prevedeva lo studio di frammenti di paesaggio come le rocce, gli alberi o le nuvole.  Partendo da uno schizzo a matita fatto dal vero e sul quale si annotavano i vari colori, il pittore rielaborava poi il tutto all'interno del suo studio, trasferendo gli appunti in un quadro, ricostruendo dei paesaggi a volte idealizzati, a volte più veritieri, ma sempre a memoria, fondendo dettagli realistici e luoghi immaginari.
Nell'800 il viaggiatore seguiva le indicazioni delle nuove "guide" di viaggio, nate per un turismo albeggiante e, durante il cammino, cercava spesso un punto di vista elevato che esaltasse la bellezza complessiva di un territorio e gli donasse sentimenti di meraviglia. E anche il pittore paesaggista proponeva a volte delle vedute panoramiche.

I quadri esposti nel museo mostrano le opere dei maestri minori di Cannes del 1800, virtuosi illustratori dei motivi pittoreschi del litorale. La generazione di Joseph Contini (1827-1892) e di Adolphe Fioupou (1824-1899) ci invita all'osservazione minuziosa della vegetazione arborea e delle pareti rocciose, come elementi, isolati o integrati, di una composizione sempre assai elaborata.

## Galleria d'immagini

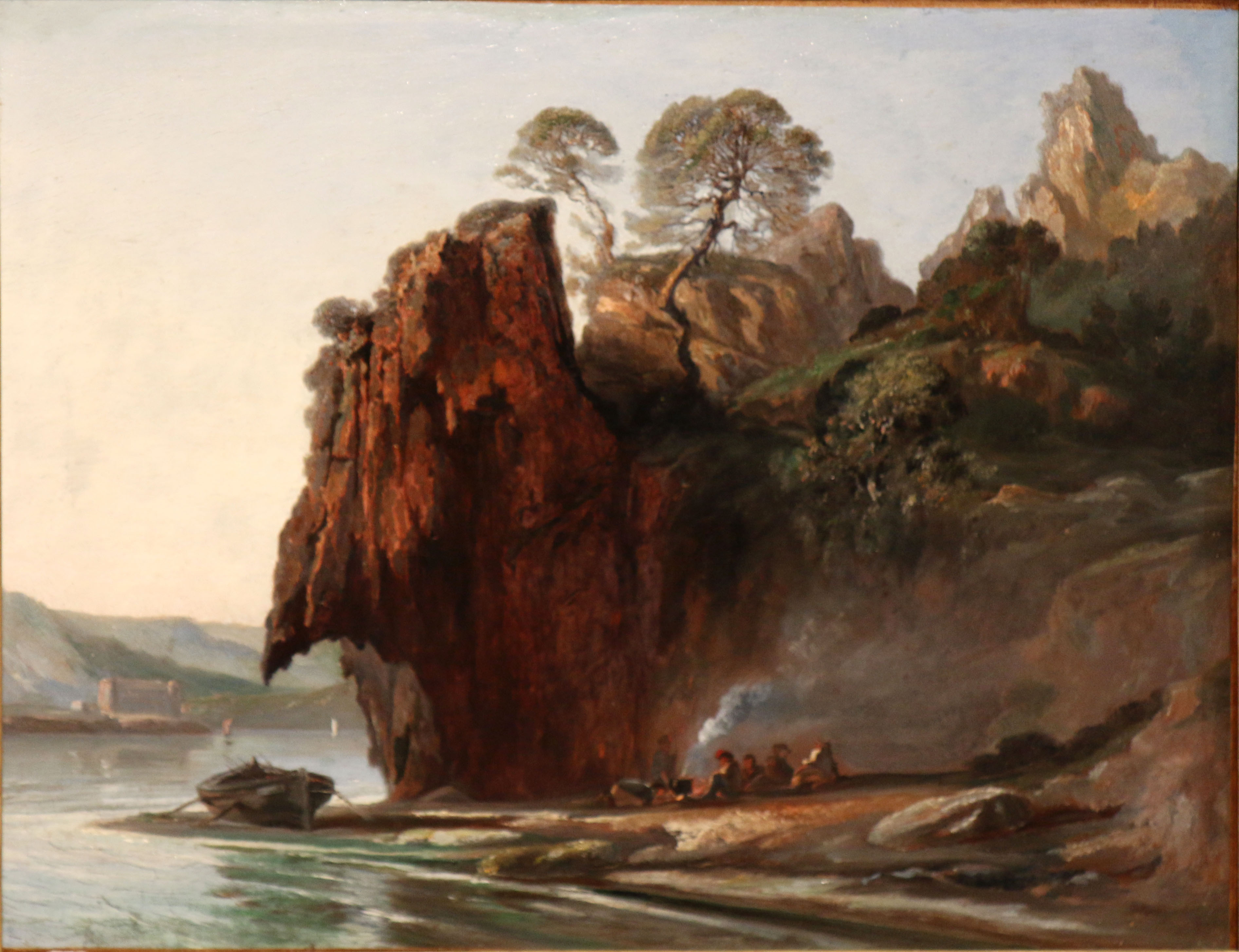
Adolphe Fioupou, L'Estérel
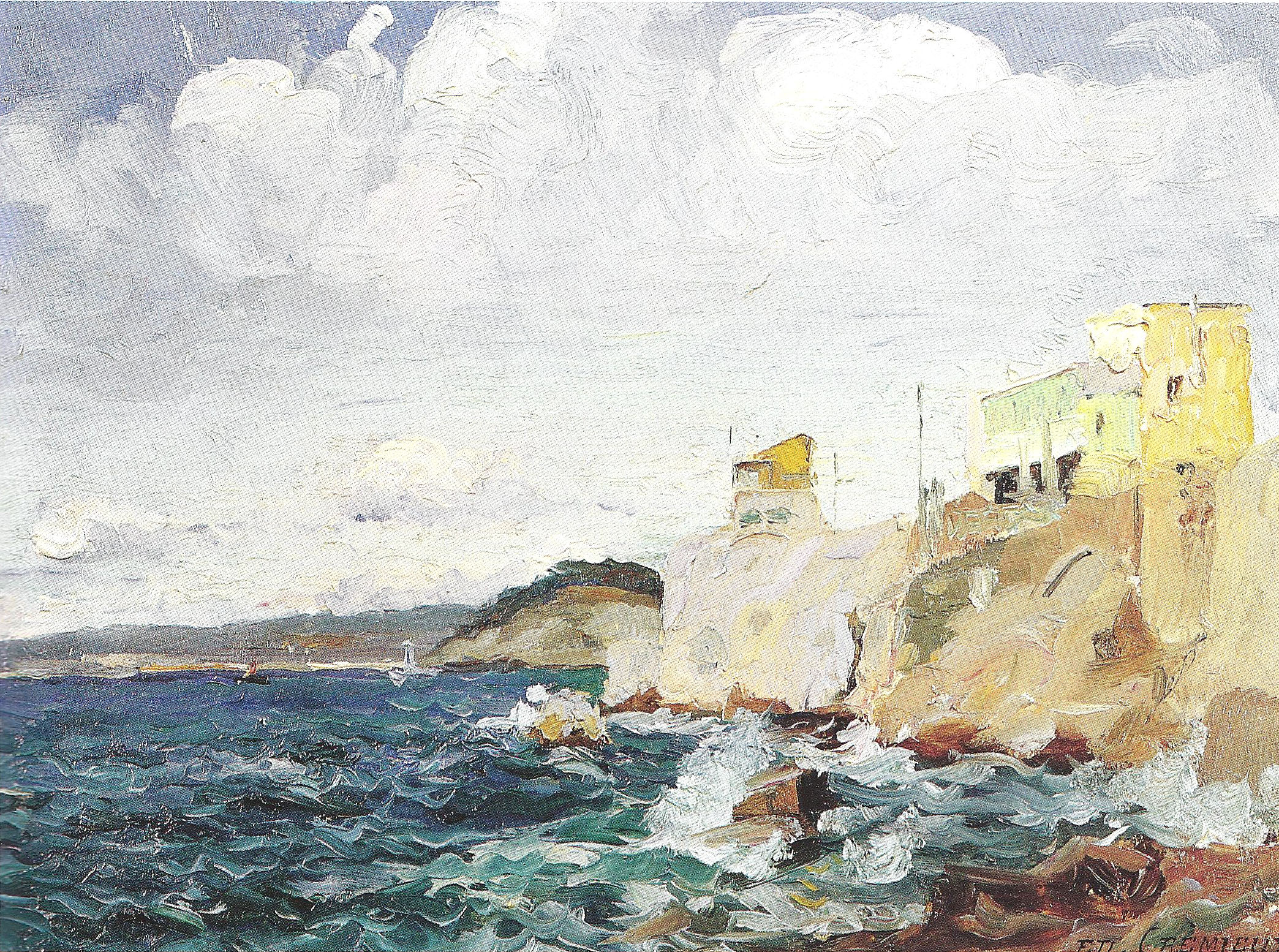
Édouard Crémieux, La Corniche
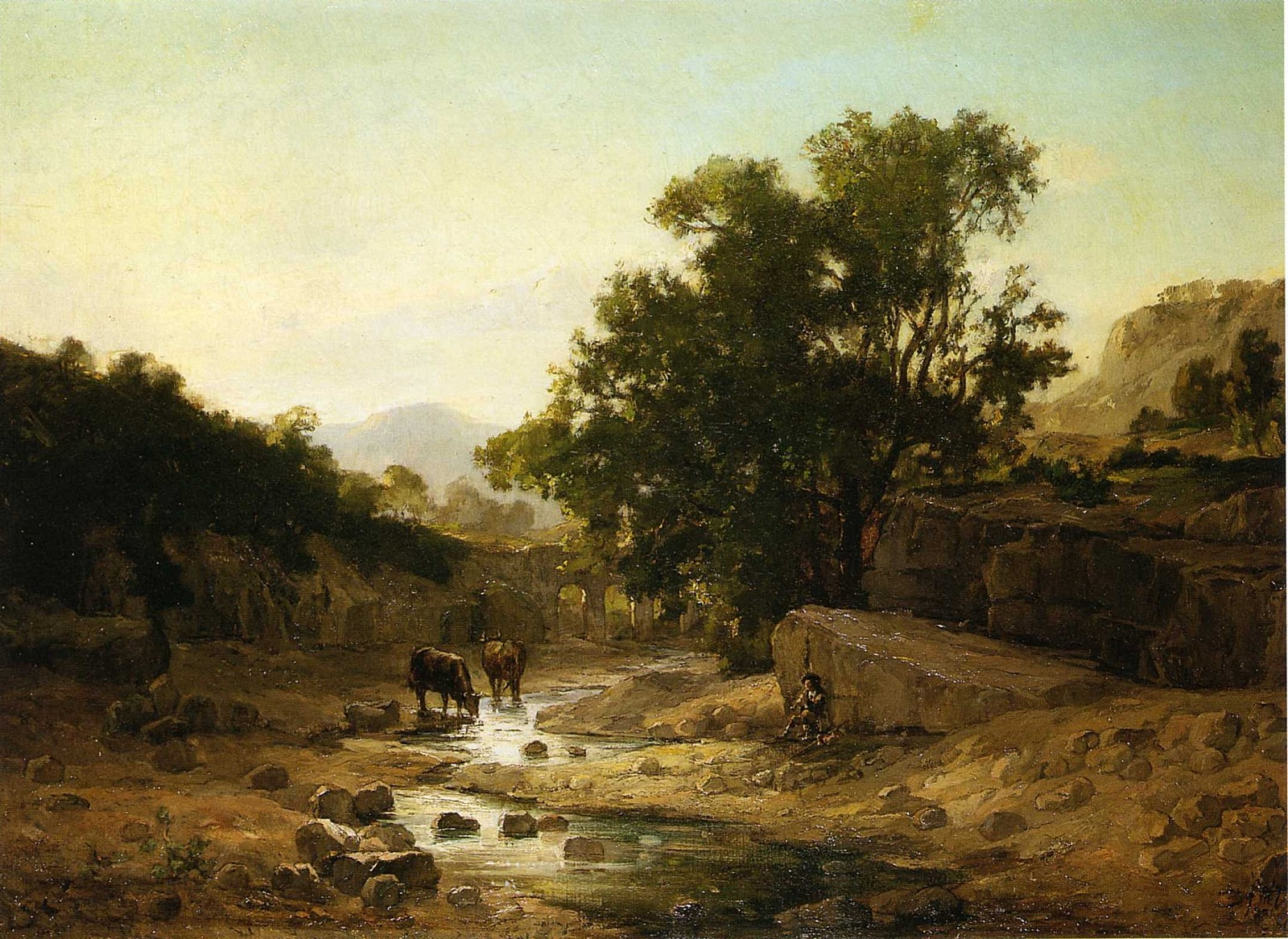
Fortuné Viguier, Paesaggio provenzale

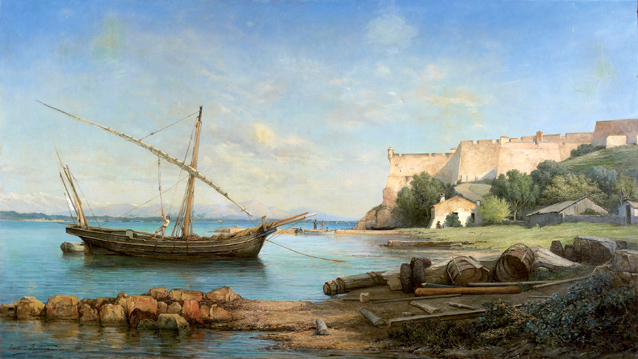
Ernest Buttura, Il fortino dell'isola di S.Margherita
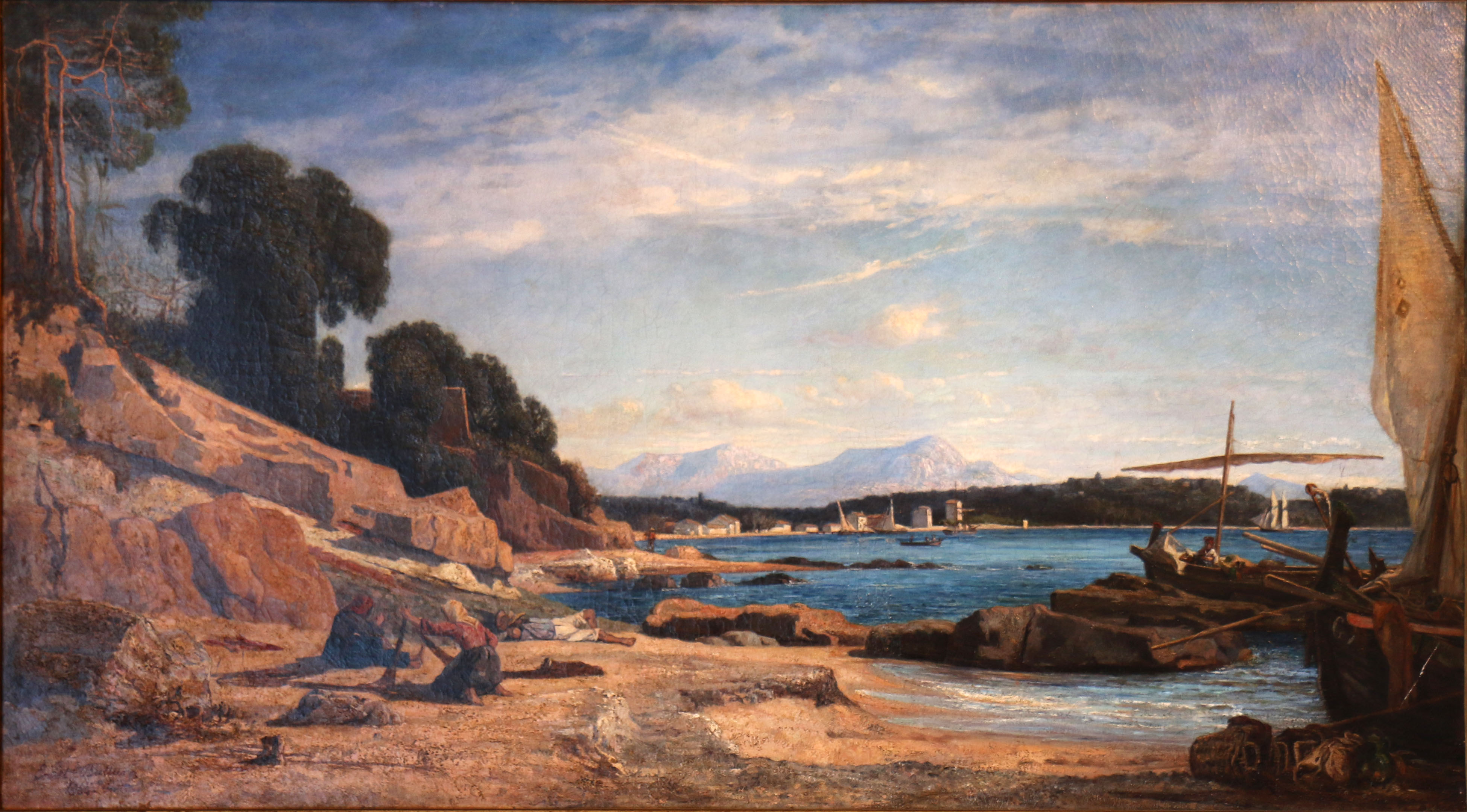
Ernest Buttura, La ricucitura delle reti
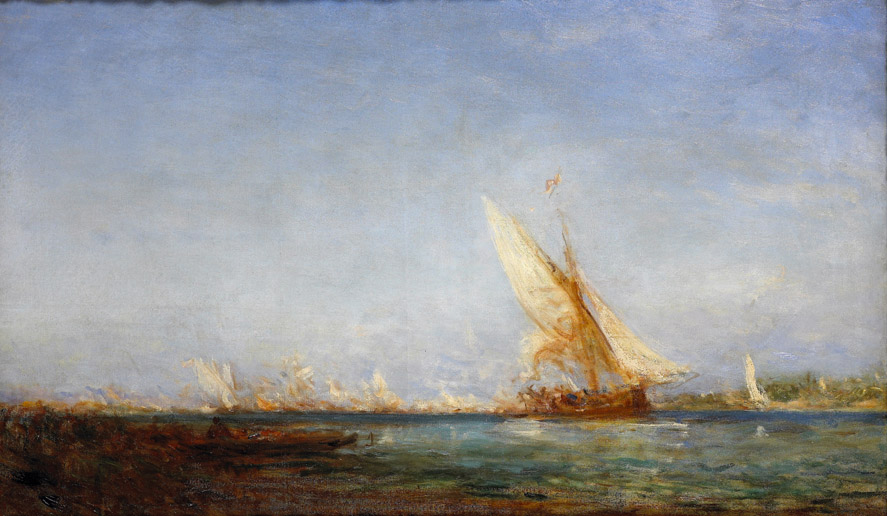
Félix Ziem, Un trabucco a Venezia

Vedute di Cannes
I pittori veneziani del 1700, come Canaletto o i Guardi, esaltarono questo genere, con le vedute "topografiche" che esportavano in tutta l'Europa. Erano questi dei dipinti di grande qualità, che fornivano ai ricchi visitatori un ricordo delle bellezze architettoniche della città, con la loro esattezza, precisione e minuzia dei dettagli architettonici o delle scene pittoresche comunque rappresentate.
A Cannes, nel XIX secolo, quando i turisti invernali facevano una sosta nei loro viaggi per l'Italia, i piccoli pittori del litorale  - indimenticabili Fioupou, Contini e Buttura - s'impegnavano a comporre dei quadri di minori dimensioni, più facilmente trasportabili, che descrivevano i luoghi di villeggiatura dei dintorni di Cannes: la vista della collina del Suquet, la passeggiata della Croisette, le banchine con le barche. L’atmosfera dorata dei tramonti e la vegetazione mediterranea che vi sono dipinte, evocano un'atmosfera quasi orientale della regione di Cannes, cosicché la città poteva apparire come una delle possibili porte di quell'Oriente che costituiva, all'epoca, un magico luogo di sogno.
Le marine
In Francia, sino al 1800, le marine venivano dipinte secondo i canoni dell'Accademia, che ne facevano degli strumenti di propaganda per il re. La gloria delle battaglie navali o l'imponenza dei porti venivano rappresentate su tele di grandi dimensioni per essere esposte nelle gallerie dei castelli. Ma, a partire dal 1830, la pittura francese delle marine subì l'influenza della pittura olandese. Nacque allora un maggiore interesse per l'ambiente naturale e per la presenza umana. Si cominciò a dipingere in piccolo formato e con una spiccata sensibilità per i riflessi dell'acqua, per i cieli e le nuvole che li solcavano. Le barche, d'altura o di piccolo cabotaggio, divennero degli elementi pittoreschi del paesaggio marino, mentre i personaggi che comparivano sulle rive aggiungevano una nota di colore locale alle vedute della costa. In questo genere di pittura si distinse particolarmente Ernest Buttura (1841-1920).
La pittura paesaggistica - Fra impressionismo e fauvismo.
Durante il 1800 i pittori lasciarono l'atelier per dipingere en plein air. Rappresentarono il paesaggio senza idealizzare ciò che vedevano, abbandonando i soggetti cari alla "grande pittura" dell'epoca: le scene eroiche, i paesaggi inventati della Grecia o dell'antica Roma. Era anche necessario distinguersi dalla fotografia, nata nel 1829, e far sì che la pittura esprimesse ben altra cosa che non la fredda trasposizione della realtà istantanea.
Seguendo i pionieri della Scuola di Barbizon, gli impressionisti piazzarono il cavalletto in mezzo al paesaggio prescelto, con tutta la loro attrezzatura. Essi cercavano l'obiettività, tralasciando gli elementi storici o aneddotici e l'interpretazione romantica o morale dei loro predecessori, e amavano descrivere l'atmosfera con tinte chiare, preferendo l'impiego del colore puro, così come esce dal tubetto. Inoltre frazionavano la pennellata e sovrapponevano i colori senza mescolarli. Questa nuova tecnica indirizzò la pittura verso l'espressione moderna. È d'esempio il pittore Alfred Casile (Marseille 1848-1909), qui presentato con un paesaggio normanno a lui caro.
Dopo il movimento impressionista Georges Seurat e Paul Signac segnarono la loro epoca. Il paesaggio di Georges Ribemont-Dessaignes, del 1907, s’ispira alla loro "maniera", detta post-impressionismo, o anche, in alcuni casi, divisionismo. Quest'opera mostra uno spazio diviso nettamente in tre bande sovrapposte. Due lunghi alberi in primo piano legano le tre fasce colorate e la pennellata è frazionata sulla fascia che rappresenta il mare.

I pittori detti "fauves" (dal 1905 al 1910), come Maurice de Vlaminck o André Derain, tentarono di andare ancora oltre. Essi fondarono la loro pittura sull'istinto e utilizzarono colori brillanti e puri su ampie superfici.

Gli artisti del sud della Francia, all'inizio del XX secolo, adottarono lo stile dei "fauves", senza però aderire allo spirito di provocazione del movimento originario. Jean-Baptiste Olive (1848-1936), Édouard Crémieux (1856-1944), Édouard Ducros (1856-1936), presenti nel museo con loro opere, si avvalsero di questo stile.

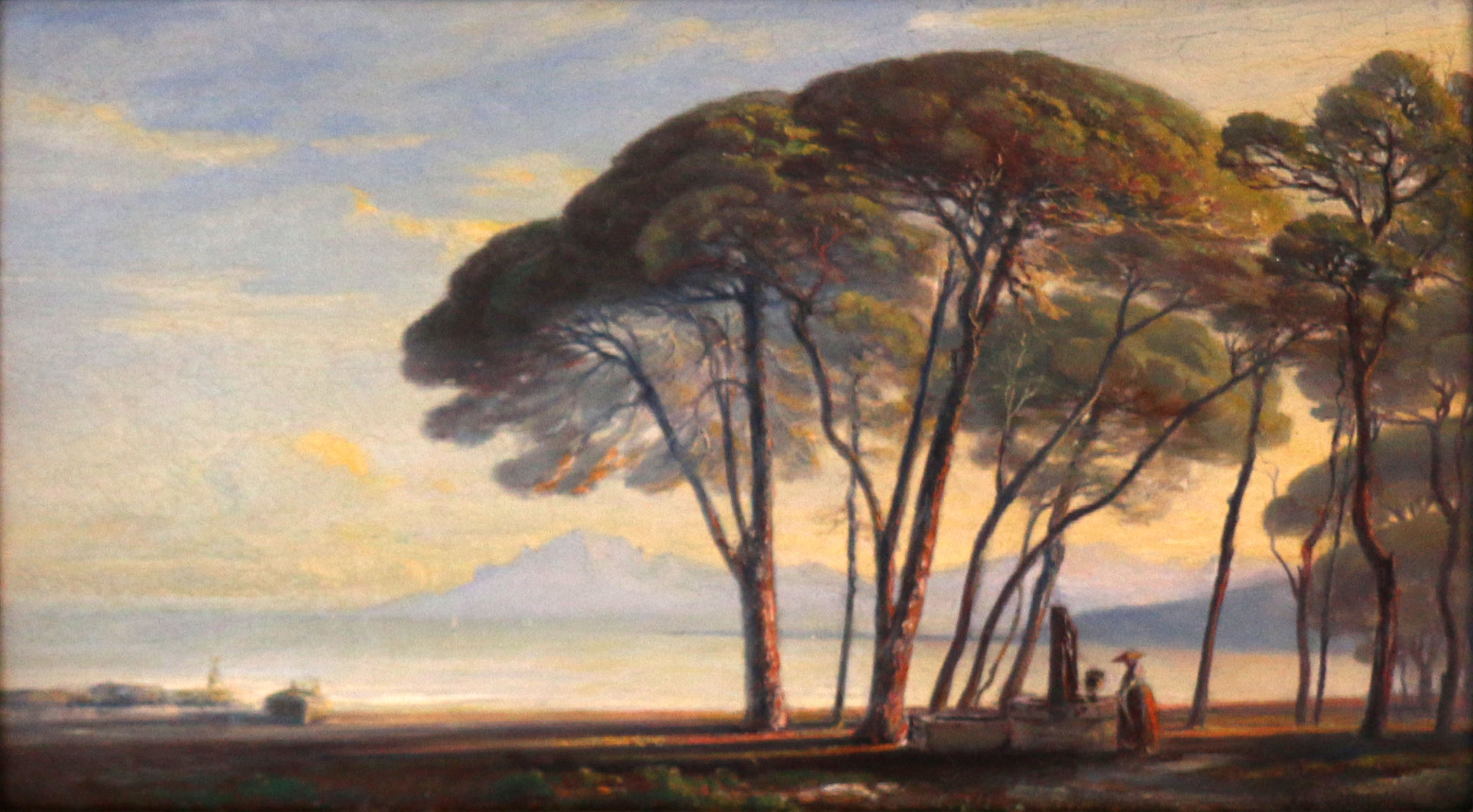
Adolphe Fioupou, Juan-les-Pins
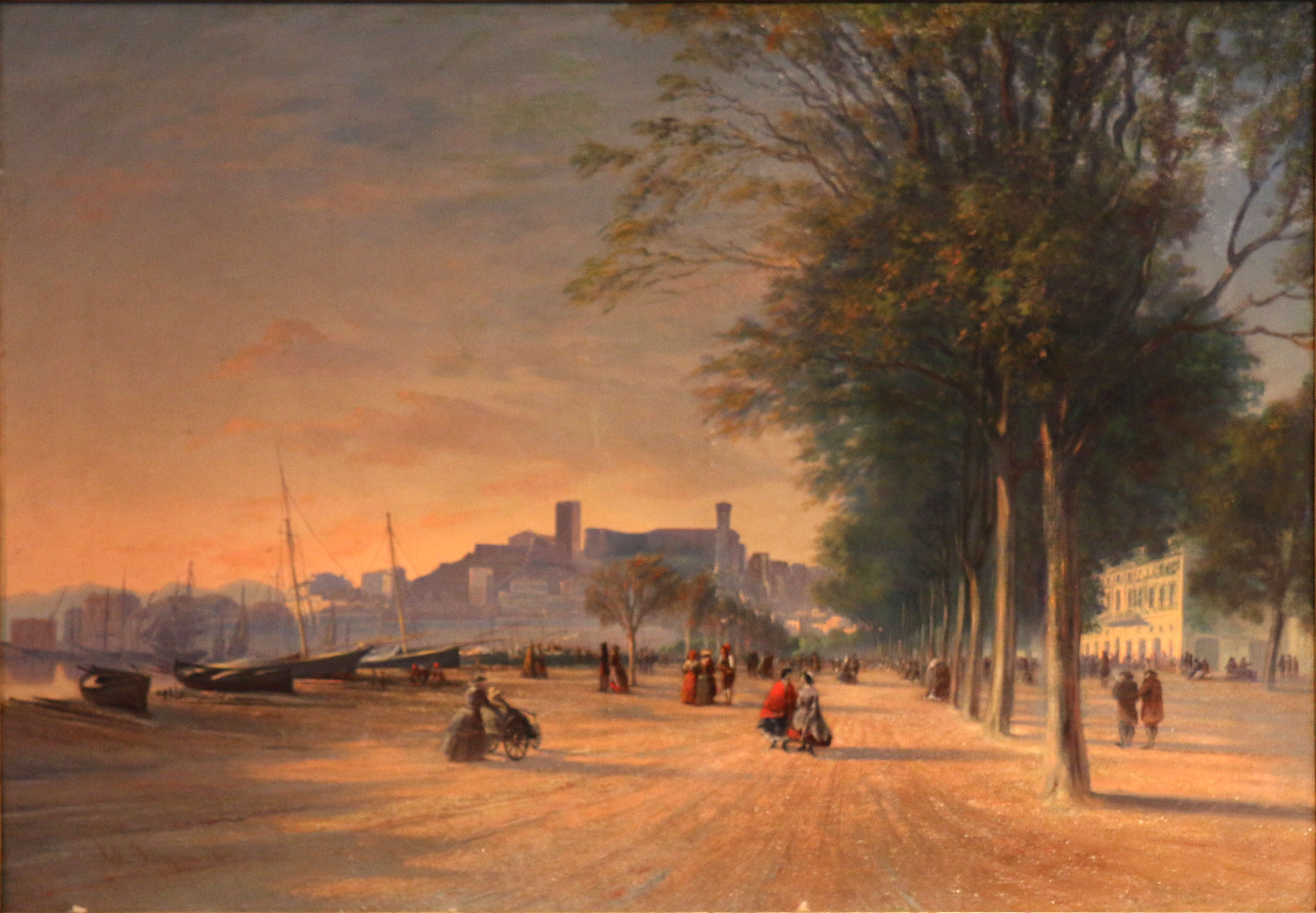
Adolphe Fioupou, I viali
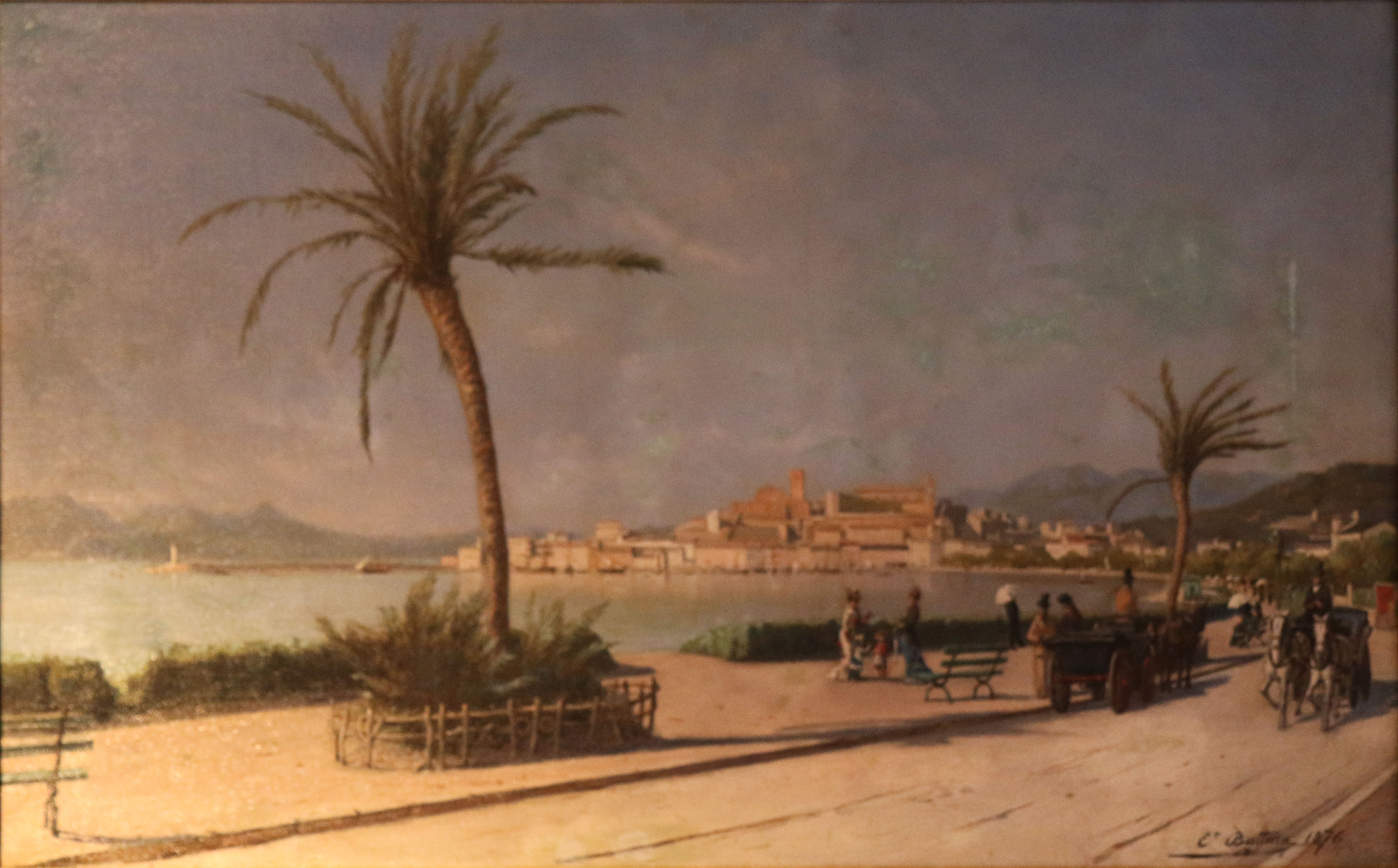
Ernest Buttura, Cannes, la Croisette

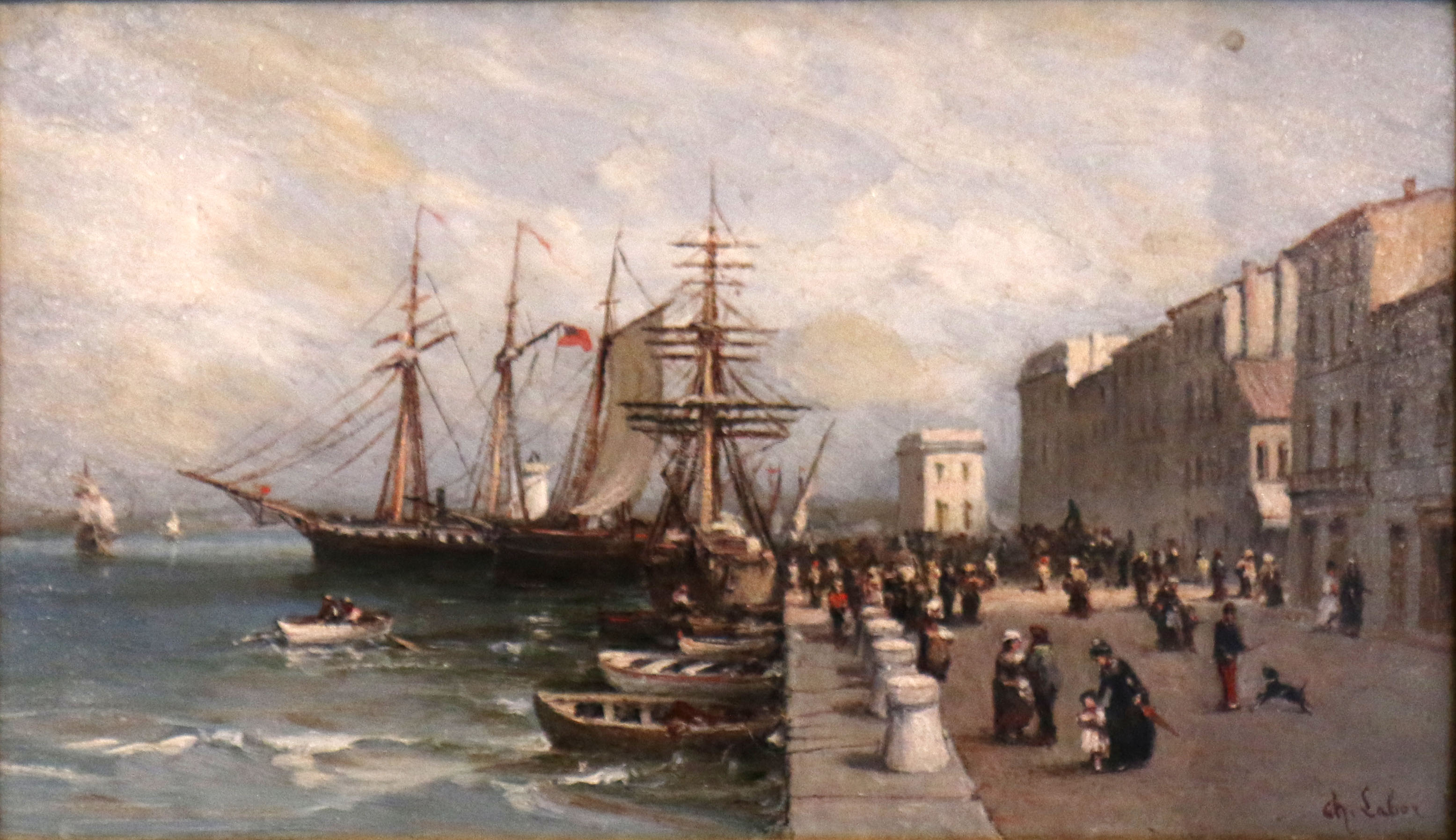
Charles Labor, La banchina S. Pietro
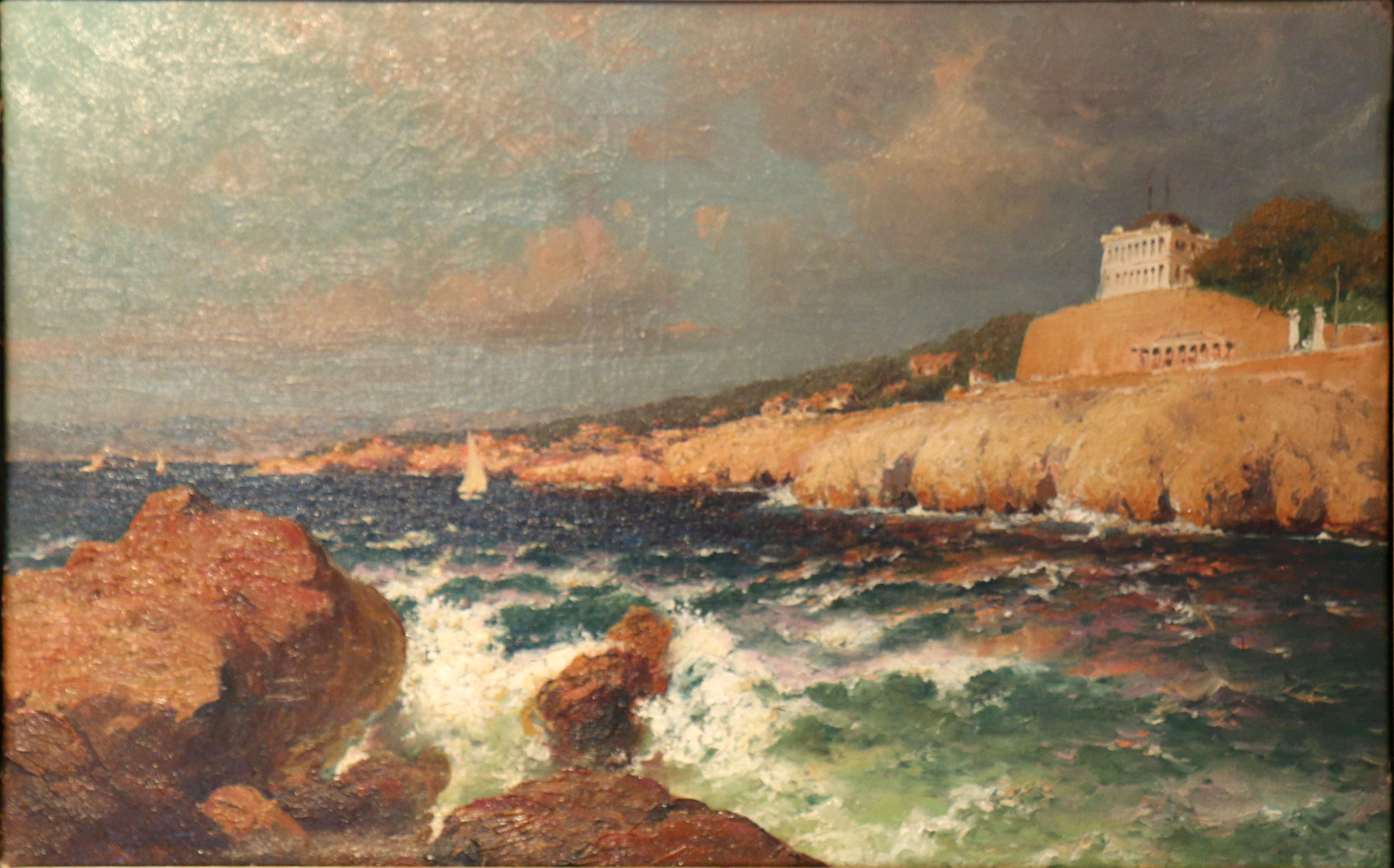
Jean-Baptiste Olive, La Réserve a Marsiglia
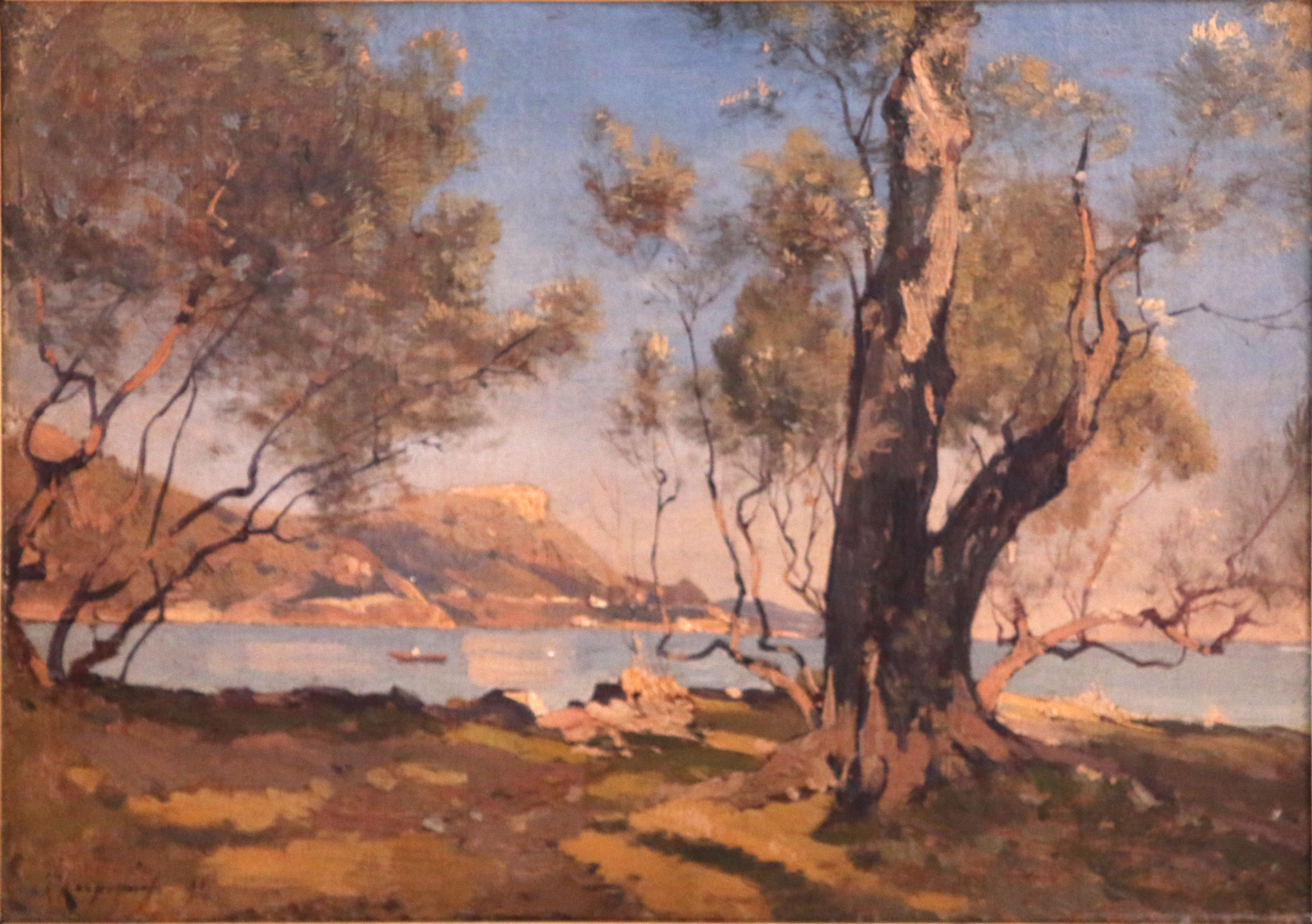
Henri Harpignies, Alberi a Beaulieu

## Il patrimonio etnografico
L'Himalaya e il Tibet

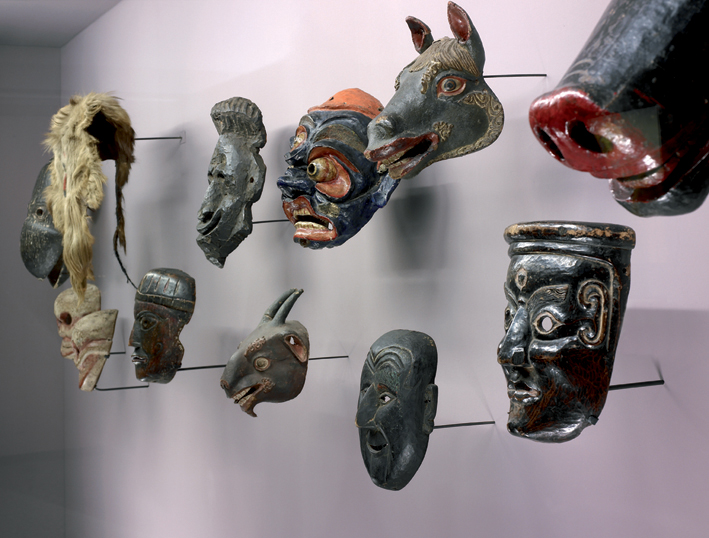
Maschere, Himalaya-Tibet

Questa collezione, unica in Francia, testimonia la ricchezza di un'arte popolare eccezionale, nata da ispirazioni sia "classiche", legate essenzialmente al buddismo tibetano, sia tribali (sciamanismo, riti delle feste locali). Gli esemplari esposti (maschere, acconciature femminili, ex-voto, statuine votive, etc.) provengono dalle principali regioni dell'Himalaya: India (Ladakh e Arunachal Pradesh), Nepal, Tibet e Bhutan.
L'Artide
Una sessantina di oggetti Inuit mostrano la produzione delle popolazioni primitive del Canada, dell’Alaska e della Groenlandia. Oggetti di vita quotidiana, utensili per la pesca e la caccia, sono esposti assieme agli occhiali da banchisa. Piccole figurine scolpite in prevalenza nell'avorio, sono esposte a parte ed evocano le attività quotidiane e le abitudini religiose.
L'America precolombiana
Sono esposte circa cinquanta fra ceramiche e sculture in pietra di arte precolombiana. Una parte di esse riguarda la civiltà del Messico e dell’America centrale, l'altra la civiltà andina e in particolare del Perù. Alcuni esemplari sono notevoli, come le mola da grano a forma di giaguaro della Costa Rica o certe ceramiche peruviane (statuetta femminile appartenente alla cultura Chançay; un vaso-ritratto della cultura Mochica della cultura Chimú-cultura Sican.
L'Oceania
L’antichità di alcuni pezzi, la oro qualità e rarità fanno di questa sezione uno dei gioielli del museo. Una gran parte dei 124 oggetti esposti è stata collezionata da Edmond de Ginoux de la Coche, durante i suoi due soggiorni a Tahiti e alle Isole Marchesi (1843-45 e 1848). Tre elementi notevoli dominano l'esposizione: la presentazione in panoplia delle armi polinesiane e della Melanesia, delle effigi funerarie del Vanuatu e una prua di canoa delle Isole Trobriand (Nuova Guinea), che occupa lo spazio centrale della seconda sala dedicata ai popoli dell'Oceano Pacifico.

## Il percorso storico
I reperti antichi delle civiltà mediterranee sono collocati nella sala inferiore della « tour de l’Abbé ». La sala accoglie una ricca collezione di oggetti: dalle tavolette d'argilla sumere scritte in caratteri cuneiformi, sino ai sarcofagi cristiani in piombo del IV secolo. Così, nelle vetrine, si offrono alla vista le testimonianze di quasi 5000 anni di arte. Gli esemplari provengono in parte dalla collezione del barone Lycklama, che li acquistò nel corso dei suoi viaggi nel Vicino Oriente : la Persia e la sua capitale Teheran, le rovine sul Tigri dell’attuale Iraq; la Turchia e Costantinopoli, la Siria con Damasco e Palmira, la Palestina con Gerusalemme e Betlemme; l’isola di Cipro..
I reperti più preziosi vengono dalla donazione di Jacqueline Damien. Figlia di René Damien, ricco industriale, nel 1992 ella offrì allo Sato francese la collezione di suo padre, con l'obbligo di assegnarla al Museo de la Castre. Fra i "pezzi" più importanti vi sono cinque sarcofagi, di cui tre paleocristiani, uno egiziano e uno etrusco, che formano un insieme che evoca le pratiche funerarie dell'antichità. Di questa collezione si notano particolarmente le teste scolpite della civiltà cipriota, la tavola da offerte egiziana, i sarcofagi paleocristiani in piombo e la maschera funeraria d'oro di Sidon (Libano).

## Strumenti musicali del mondo
L'esposizione permanente « Musiche del mondo » collocata nella cappella di S. Anna (XII secolo) contiene più di 350 strumenti musicali extra-europei. Fra i più interessanti si notano le arpe-liuto africane, i tamburi di pioggia dell'Asia sudorientale, i flauti nasali in bambù e le conchiglie delle Isole Marchesi, i vasi sonori del sud America. Essi, per la loro origine e antichità, rappresentano il patrimonio più poetico e immaginifico di tutto il museo.

## I protagonisti della storia del Museo de la Castre

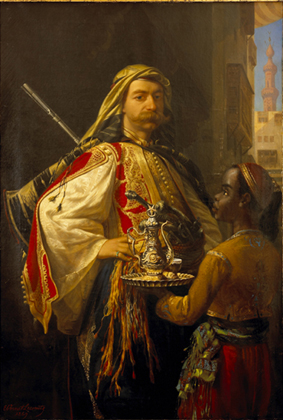
Il barone Lycklama, 1869
Ritratto di Émile Vernet-Lecomte

Tinco Martinus Lycklama a Nijeholt (1837-1900)
L’importante donazione fatta da questo aristocratico olandese, amante delle antichità e delle curiosità orientali, fu l'atto fondatore del museo de la Castre. Spirito curioso, grande viaggiatore e francofilo, si trasferì a Cannes e regalò il suo museo personale alla città, dove era venuto a risiedere al termine dei suoi due lunghi viaggi in oriente (dal 1865 al 1868 e dal 1869 al 1870). 
Poco tempo prima della sua donazione, la sua collezione si era arricchita di quella di Edmond de Ginoux de la Coche.
Edmond de Ginoux de la Coche (1811-1870)
Questo strano viaggiatore, giornalista e avventuriero, soggiornò due volte in Polinesia e nelle Isole Marchesi (nel 1843 e nel 1848). Partito per « vivere fra i selvaggi per meglio poterli studiare », Ginoux fu uno dei primi a considerare questa parte del mondo con spirito etnografico. Tornò in Europa con numerosi e importanti testimonianze della cultura di quelle popolazioni (armi, ornamenti, sculture, oggetti di vita quotidiana), e una collezione di pezzi archeologici precolombiani raccolti durante i suoi scali in America.
Gontran de Poncins (1900-1962)
Fu un eccentrico aristocratico, interessato a « trovarsi lui stesso nella regione dell'Eskimo ». Durante tredici mesi (1938-39) percorse l’Artico centrale. Grazie ai suoi incontri, riuscì a collezionare quasi 450 oggetti. Nel 1973, il museo de la Castre ne acquistò 29.
René Damien (1893-1971)
Perpetuando la tradizione del barone Lycklama, Jacqueline Damien ha donato una parte delle collezioni di suo padre, René Damien. Umanista, scienziato specialista in metalli, René Damien collezionò durante la sua vita quadri, libri rari e antichità cercando di crearsi una « sorta di galleria di antenati che lo riportasse indietro nel tempo di 5000 anni, permettendogli di seguire il progresso continuo dell'immaginazione e dell'ingegnosità umana nella lavorazione dei metalli, nella padronanza delle tecnologie e nell'espressione artistica. »

## Altri progetti

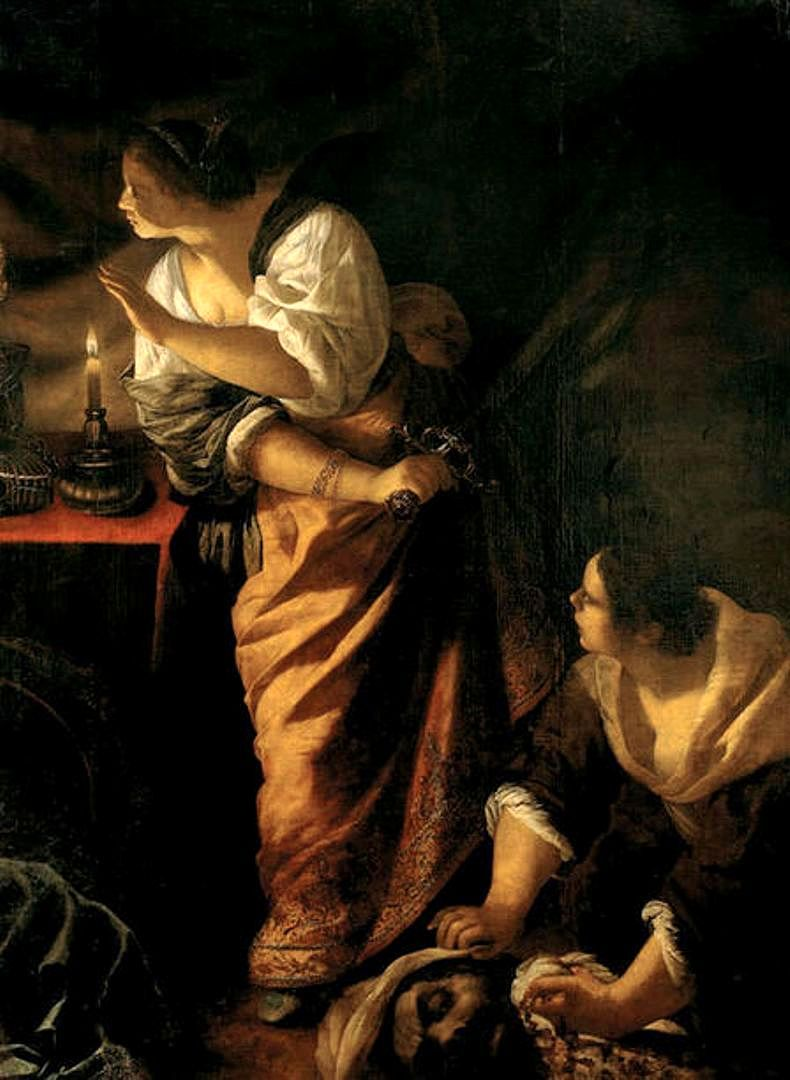
Artemisia Gentileschi Giuditta e Oloferne